# Маоке
Маоке или Снежни планини (на индонезийски: Maoke – снежни планини), е дълга около 700 km и широка до 150 km планинска верига в западната, централна част на остров Нова Гвинея в Индонезия и частично в Папуа Нова Гвинея. Средна надморска височина: 4000 – 4500 m. Представлява система от планински хребети: Судирман (връх Джая – 4884 m), Джаявиджая (Мандала – 4760 m) и др., простиращи се предимно от запад на изток. Осовите зони на хребетите са изградени предимно от гнайси и гранити, а периферните – от пясъчници, варовици, шисти. От нея водят началото си най-големите реки на остров Нова Гвинея: Варенай, Мамберамо, Сепик (на север); Утаква, Чемара, Лоренц, Пулау, Дигул, Флай (на юг). Склоновете ѝ на височина до 700 m са покрити с екваториални гори с голямо разнообразие на видовете, нагоре следват гори съставени от дъб, кестен, араукария, евкалипт, храсти и пасища. Над 4400 m се извисяват скалисти и остри, зъбчати върхове с участъци заети от фирнови полета и малки ледници.